# Managementkompetenz
Der Begriff Managementkompetenz bezeichnet die Fähigkeit, Managementfunktionen wie Planung, Organisation, Führung und Kontrolle erfolgreich (gemessen an den Zielen der Organisation, zum Beispiel eines Unternehmens) auszuüben. Folglich sind Führungskompetenzen ein Teilbereich der Managementkompetenzen.

## Begriffliche Klärung und Überblick
Der Begriff Management hat zwei Bedeutungen. Die eine beschreibt die Funktionen (Aufgaben), die Manager zu erfüllen haben. Dazu zählen seit Henri Fayol (1916) vor allem Planung, Organisation, Führung, Koordination und Kontrolle. Folglich ist Führung ein Teilbereich des Managements, obwohl beide Begriffe häufig synonym verwendet werden. Die zweite Bedeutung des Begriffs beschreibt die Personen, die diese Aufgaben wahrnehmen und die damit verbundenen Rollen ausüben. Diese kann analog zur Organisationspyramide in ein "oberes", "mittleres" und "unteres" Management unterteilt werden. Die zur Durchführung von Managementaufgaben notwendigen Fähigkeiten kann man, Katz (1977) und Stewart (1982) folgend, in technische, soziale und analytische Kompetenzen gliedern. Beispiele für technische Fähigkeiten sind (neben Technologiekenntnissen) Kosten- und Investitionsrechnung, Projektplanung, Qualitätskontrolle und der Umgang mit Kennzahlensystemen. Zu den sozialen Fähigkeiten zählen unter anderem Führung, Motivation, Kommunikation, Konfliktlösung oder die Erfüllung der Vorbildfunktion. Schließlich benötigen Manager analytische Fähigkeiten wie zum Beispiel Problemlösung, strategisches Denken, Risikoabwägung sowie ein ganzheitliches Verständnis der Funktionsweise eines Unternehmens und der Interdependenz seiner Bereiche (Unternehmensfunktionen) wie zum Beispiel Marketing, Produktion, Finanzen und Verwaltung. 

Abbildung 1: Überblick über die wichtigsten Begriffe: Management, Kompetenzen und Funktionen

Einige Autoren wie zum Beispiel Zaleznik (1977), Bennis und Nanus (1985) oder Kotter (1990) unterschieden zwischen Management und Führung. Demnach würden sich Manager mehr mit operativen Dingen wie Planung, Kontrolle und Organisation beschäftigen, während Führer eher visionäre, inspirierende und motivierende Veränderungen im Blickfeld hätten. Diese Diskussion gilt inzwischen als überholt, weil erfolgreiches Management ohne Führung gar nicht möglich ist (und umgekehrt); mit anderen Worten: Manager müssen führen und Führer müssen managen können. Die Debatte um die ideale Definition der Begriffe führt, so Gary Yukl, nicht weiter; wichtiger sei es, die Aufmerksamkeit (Forschung) auf empirisch prüfbare Erkenntnisse und nicht auf subjektive Meinungsäußerungen verschiedener Autoren zu richten. Die Abbildung 1 visualisiert die wichtigsten Zusammenhänge und Begriffe.

## Entwicklung und Bedeutung des Themas
Die Qualifizierung von Managern und deren Kompetenzen hat eine relativ junge Tradition. So bemerkt zum Beispiel Peter Drucker, Anfang der 1950er Jahre habe es nur zwei Unternehmen mit einer mehr oder weniger systematischen Führungskräfteentwicklung gegeben (Sears Roebuck in den Vereinigten Staaten und Marks & Spencer in England). Zehn Jahre später seien es etwa dreitausend gewesen; und nach einer weiteren Dekade war die Anzahl derartiger Unternehmen und Entwicklungsprogramme an den Universitäten nicht mehr bezifferbar. Daraus lässt sich auf den enormen Bedarf der Praxis nach qualifizierten Managern schließen, zumal die Aufgaben und Erwartungen an Manager bis heute immer komplexer werden.

Bis in die 1970er Jahre war die Auffassung weit verbreitet, Management könne man weder lehren noch lernen; es sei eher eine Kunst, zu der man geboren sein müsste. Ein erfolgreicher Manager sollte über besondere charakterliche Eigenschaften und Persönlichkeitsmerkmale verfügen. In der Praxis hat sich diese Meinung allerdings nicht durchgesetzt. Zur empirischen Klärung dieser (und anderer) Fragen haben Nitin Nohira und Co-Autoren eine umfassende Studie mit 50 führenden Experten an der Harvard University durchgeführt („Evergreen Project“). Dabei wurden 220 Erfolgsfaktoren („Erfolgsgeheimnisse“) des Managements über zehn Jahre bei 160 Unternehmen untersucht. Das Ergebnis: Es besteht kein Zusammenhang zwischen den 30 getesteten Persönlichkeitsmerkmalen der Top-Manager (CEO) und dem langfristigen wirtschaftlichen Erfolg der Unternehmen. Es ist also irrelevant, ob der Geschäftsführer charismatisch, visionär, selbstsicher, geduldig, zurückhaltend oder detail-orientiert ist. Als wichtig erwies sich vielmehr die Fähigkeit, persönliche Beziehungen über alle Hierarchiestufen und Funktionen hinweg zu unterhalten sowie Probleme und Chancen etwas früher als andere zu erkennen (Intuition). Die Abbildung 2 gibt einen Überblick über die wichtigsten Ergebnisse der Studie zu diesem Thema. Das „Visionäre“ (Image) entsteht somit erst im Nachhinein (Legendenbildung).

Abbildung 2: „Harvard Evergreen Study“: What really matters in management

## Praxis der Entwicklung von Kompetenzen
Wie ist die heutige Praxis der Auswahl und Qualifizierung von Nachwuchskräften für das Management? Dazu wurde am Steinbeis-Institut für Management-Innovation eine Meta-Studie durchgeführt, bei der zahlreiche Untersuchungen über „best practice in leadership development“ ausgewertet wurden. Dazu gehören die Publikationen von Carter, Conger, Day und Fulmer.  Diese Erkenntnisse lassen sich zu den folgenden Prinzipien und Methoden zusammenfassen (siehe auch Abbildung 3 als Überblick):

### Prinzipien
Zukunftsorientierung: Traditionelle Fallstudien und Trainingsmethoden haben einen wichtigen Nachteil: Sie beruhen auf Erfahrungen und Rahmenbedingungen der Vergangenheit. Um Wettbewerbsvorteile aufzubauen, ist es wichtig, sich an zukünftigen strategischen Anforderungen des Geschäfts, an erwarteten Herausforderungen und Markttrends zu orientieren. Die Ergebnisse gehen dann in die Gestaltung der Trainingsinhalte ein. Es ist also ein vorausschauender Ansatz, der nicht wartet, bis die (wirtschaftlichen) Probleme unübersehbar sind.
Nachfolgeplanung: Die Qualifizierung sollte möglichst eng an die Nachfolgeplanung gekoppelt sein – also an die individuellen Stärken und Schwächen der Kandidaten. Beispielsweise hat FedEx ein nahezu lückenloses System zur regelmäßigen Beurteilung der Leistungen von Nachwuchskräften entwickelt. Das Beurteilungssystem besteht unter anderem aus Mitarbeitergesprächen, Coachings, 360-Grad-Feedbacks und Vorgesetztenbeurteilungen bis hin zu Gesprächsrunden, bei denen die Kandidaten schwierige Managementprobleme vor einem Gremium erfahrener Manager präsentieren.
Praktikereinbindung: Wichtig ist die Einbindung erfahrener operativer Manager. Beispielsweise werden die Kandidaten bei General Electric zur Lösung von realen Problemen im Tagesgeschäft herangezogen. Das erfolgt zum Beispiel in Form von Projekten. Die Unternehmen legen außerdem Wert darauf, dass auch bei Assessment-Centern nicht nur Psychologen, sondern vor allem erfahrene Linienmanager mitwirken.
Erfolgskontrolle: Alle Best-Practice-Unternehmen betreiben eine konsequente Erfolgskontrolle der Aus- und Weiterbildung. Diese bezieht sich nicht nur auf die subjektive Zufriedenheit der Teilnehmer, sondern auch auf möglichst objektive, messbare Ergebnisse wie zum Beispiel Lernerfolg (neu erworbenes Wissen), Transfer in die Praxis oder die Auswirkung der Trainingsmaßnahmen auf Geschäftsergebnisse wie zum Beispiel Umsatz, Kosten oder Kunden- und Mitarbeiterzufriedenheit. 

Abbildung 3: Best Practice: Unternehmen und Prinzipien

### Methoden
Klassische Seminare sind bei allen Unternehmen die Basis und werden wegen der hohen Kosten meistens von Business Schools zugekauft. Dabei achten die Unternehmen darauf, dass diese Hochschulen praxisorientierte Forschung betreiben, damit die Teilnehmer einen Wissensvorsprung bekommen. Reines Lehrbuchwissen kann man nämlich wesentlich kostengünstiger durch Lektüre und Selbststudium erwerben. Als Lernmethode bekommt das sogenannte Action Learning eine ständig wachsende Bedeutung. Dabei handelt es sich um Projektgruppen, die an der Lösung realer Probleme aus dem Tagesgeschäft arbeiten. Diese Vorgehensweise hat neben dem Praxisbezug den Vorteil der Verbesserung der Beziehungen zwischen verschiedenen Teilnehmern, Managern und Funktionen (Abteilungen). Als Ausgangspunkt von Entwicklungsmaßnahmen dienen häufig Management-Audits, Verhaltensinterviews ("behavioral interview") und das 360-Grad-Feedback, bei dem die Kandidaten eine Rückmeldung über ihr Verhalten von Mitarbeitern, Vorgesetzten, Kollegen bekommen (Fremdbild) und dieses mit der eigenen Einschätzung (Selbstbild) vergleichen. Zahlreiche Anliegen und Themen haben eine starke persönliche Komponente und lassen sich somit in der Gruppe nicht diskutieren. Dazu werden sogenannte Executive Coachings angeboten. Dabei handelt es sich um Vier-Augen-Gespräche mit internen oder externen Beratern. Eine weitere verbreitete Maßnahme sind sogenannte Job Assignments. Dabei handelt es sich um ein- bis dreijährige Aufgaben in verschiedenen Funktionen, die eine besondere Bedeutung für den Erwerb von Kompetenzen haben (sogenannte Linchpin Positions). Beispielsweise ist es extrem wichtig, dass ein angehender General Manager, der als Ingenieur aus einer technischen Abteilung kommt, auch eine angemessene Zeit im Vertrieb verbringt, also Erfahrungen im Umgang mit Kunden erwirbt und somit das Verständnis für die Entwicklung des Marktes entwickelt. Einen zusammenfassenden Überblick über die wichtigsten Methoden gibt die Abbildung 4.

Abbildung 4: Best Practice: Methoden

## Relevante Fachliteratur
- C. A. Bartlett, A. N. McLean: GE’s Talent Machine: The Making of a CEO. Harvard Business School Case Study, 2003.
- W. Bennis, B. Nanus: Führungskräfte. Frankfurt am Main 1985.
- L. Carter, D. Ulrich, M. Goldsmith: Best Practices in Leadership Development and Organization Change. San Francisco 2005.
- J. A. Conger, R. M. Fulmer: Developing Your Leadership Pipeline. In: Harvard Business Review. Dezember 2003.
- V. D. Day, S. M. Halpin: Leadership Development: A Review of Industry Best Practices. U.S. Army Research Institute Publication, 2001.
- P. F. Drucker: The Effective Executive: Effektivität und Handlungsfähigkeit in der Führungsrolle gewinnen. München 2014.
- P. F. Drucker: ManagementTasks, Responsibilities, Practices. New York 1993.
- R. M. Fulmer u. a.: Developing Leaders: How Winning Companies Keep On Winning. In: Sloan Management Review. No. 1/2000.
- R. Katz: Skills of an effective administrator. In: Harvard Business Review. Januar–Februar 1955.
- J. P. Kotter: A force for change: How leadership differs from management. New York 1990.
- N. Nohira: What relly works. In: Harvard Business Review. Juli 2003.
- W. Pelz: Kompetent führen. Wiesbaden 2004.
- R. Reichwald u. a.: Leadership excellence, Learning from an exploratory study on leadership systems in large multinationals. In: Journal of European Industrial Training. No. 3/2005.
- S. P. Robbins, D. A. DeCenco: Fundamentals of Management. 4. Auflage. Upper Saddle River 2004.
- W. Staehle: Management. 7. Auflage. München 1994.
- R. Stewart: Choices for the manager. London u. a. 1982.
- G. Yukl: Leadership in organizations. 6. Auflage. Upper Saddle River 2006.
- A. Zaleznik: Managers and leaders: Are they different? In: Harvard Business Review. No. 5/1977.